# Guccio dei Tarlati

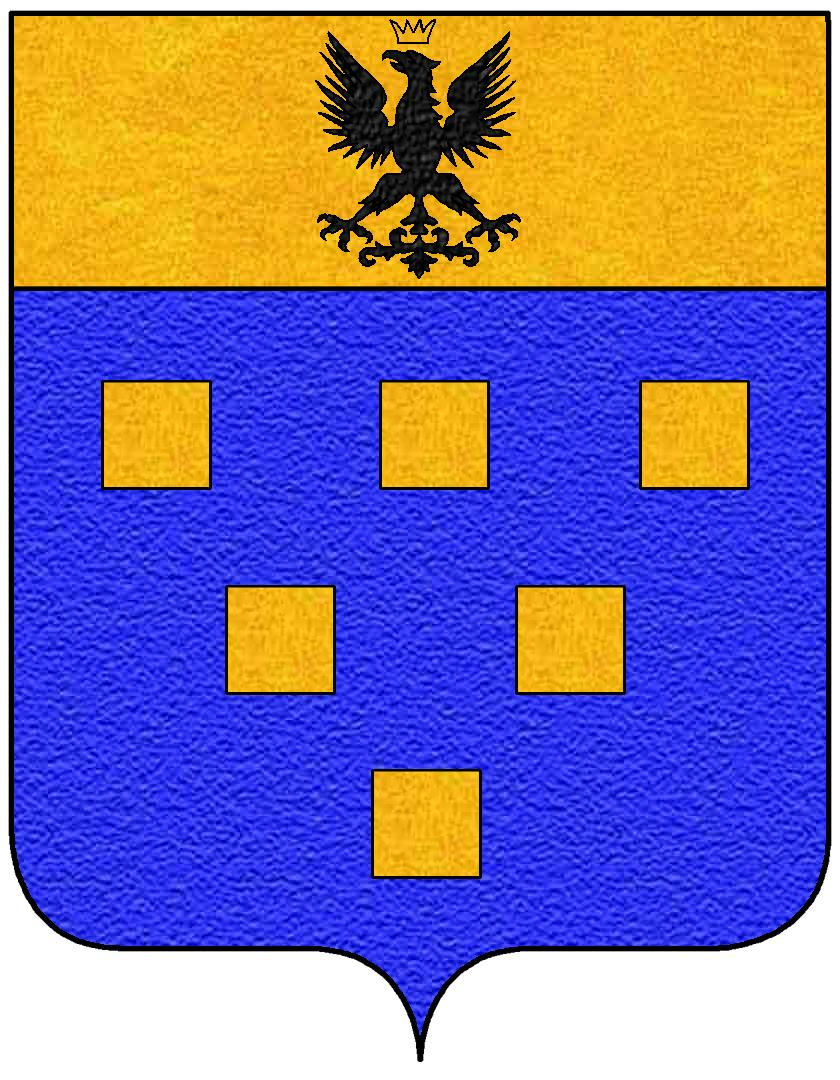
Stemma dei Tarlati

Guccio dei Tarlati di Pietramala (fl. XIII secolo) fu signore di Pietramala in territorio aretino; visse nella seconda metà del secolo XIII.

## Biografia
Dante lo cita in Purgatorio - Canto VI (L'altro ch'annegò correndo in caccia).
Secondo alcuni antichi commentatori, morì annegato nell'Arno inseguendo i suoi nemici, i Bostoli, guelfi fuorusciti d'Arezzo (1289 o 1291); secondo altri, inseguito dai nemici nella battaglia di Campaldino.
La doppia interpretazione è possibile, perché correre in caccia può avere significato attivo («inseguire») o passivo («fuggire, essere inseguito»).